# 横浜物語
『横浜物語』（よこはまものがたり） は、こいずみまりによる日本の4コマ漫画。『まんがホーム』（芳文社）にて2009年11月号から2012年11月号まで連載された。作者が本作の執筆以前に居住していた横浜市を舞台としている。
完結後、脇役の竹田にスポットを当てた特別編が同誌2012年12月号に掲載された（単行本未収録）。

## 物語
付き合っていた彼女と別れて以来、性格がまるっきり変わってしまった会社員の南。彼女と暮らすつもりで選んだ、横浜ランドマークタワーが見える眺めのマンションの一室で過ごしていたがある日、一度ベランダ越しに話した隣に住む女性が、南の部屋の布団の上で寝転んでいた。

## 登場人物
南（みなみ）
会社員の男。彼女だったゆかりと別れて以来、合コンで知り合った女性をその日限りの関係を持つ日々を繰り返していたが、楡との関わりを経て彼女に惹かれていく。
田中楡（たなか にれ）
南の部屋の隣に住む女性。過去に楡文緒（にれ ふみお）の名前で、自身の周囲で起きた事件を小説として発表した過去を持つ。
名前が判明したのは終盤になってからで、それまでは「お隣さん」で通っていた。
後に南との出逢いのエピソードを本作と同名の『横浜物語』として執筆・発表している（楡文緒名義）。
ゆかり
南の元彼女。本編では基本的に南の回想のみの出番で、本人はランドマークタワーで一瞬だけ姿を見せたのみ。
松沢、竹田、梅原
南の会社の同僚。
三人揃って「松竹梅」となるのは作者の遊び心である。

## 書籍情報
- こいずみまり『横浜物語』 芳文社〈まんがタイムコミックス〉、全2巻
  1. 2011年6月22日第1刷発行（2011年6月7日発売[1]）、ISBN 978-4-8322-6975-0
  2. 2012年11月22日第1刷発行（2012年11月7日発売[1]）、ISBN 978-4-8322-5129-8